# Bahnhof Qinghe
Der Bahnhof Qinghe (chinesisch 清河站, Pinyin Qīnghé zhàn) ist ein Fernbahnhof im Norden der chinesischen Hauptstadt Peking. Der 1906 für die Bahnstrecke nach Zhangjiakou eröffnete Bahnhof wurde 2016 geschlossen und durch einen neuen 2019 eröffneten Bahnhof ersetzt, der am Anfang der Schnellfahrstrecke Peking–Zhangjiakou liegt.

## Lage
Der Bahnhof befindet sich im Straßenviertel Qinghe im Stadtbezirk Haidian nördlich der 5. Ringstraße von Peking. Die Entfernung zum Nordbahnhof beträgt elf Kilometer. Die U-Bahn Peking erschließt den Bahnhof mit den Linie 13 und der Changping-Linie. Eine Besonderheit ist die Einführung der U-Bahn-Züge in die Bahnsteighalle, was das Umsteigen auf die Hochgeschwindigkeitszüge erleichtern soll. Vor dem Bahnhof befindet sich ein Busterminal. Die Autobahn G7 Peking–Ürümqi führt am Empfangsgebäude vorbei. Sie besitzt von der Stadt kommend eine eigene Ausfahrt, die zur Bahnhofsvorfahrt führt. Der Bahnhof Qinghe ist einer der größten Knoten des öffentlichen Verkehrs im Norden Pekings.

## Geschichte

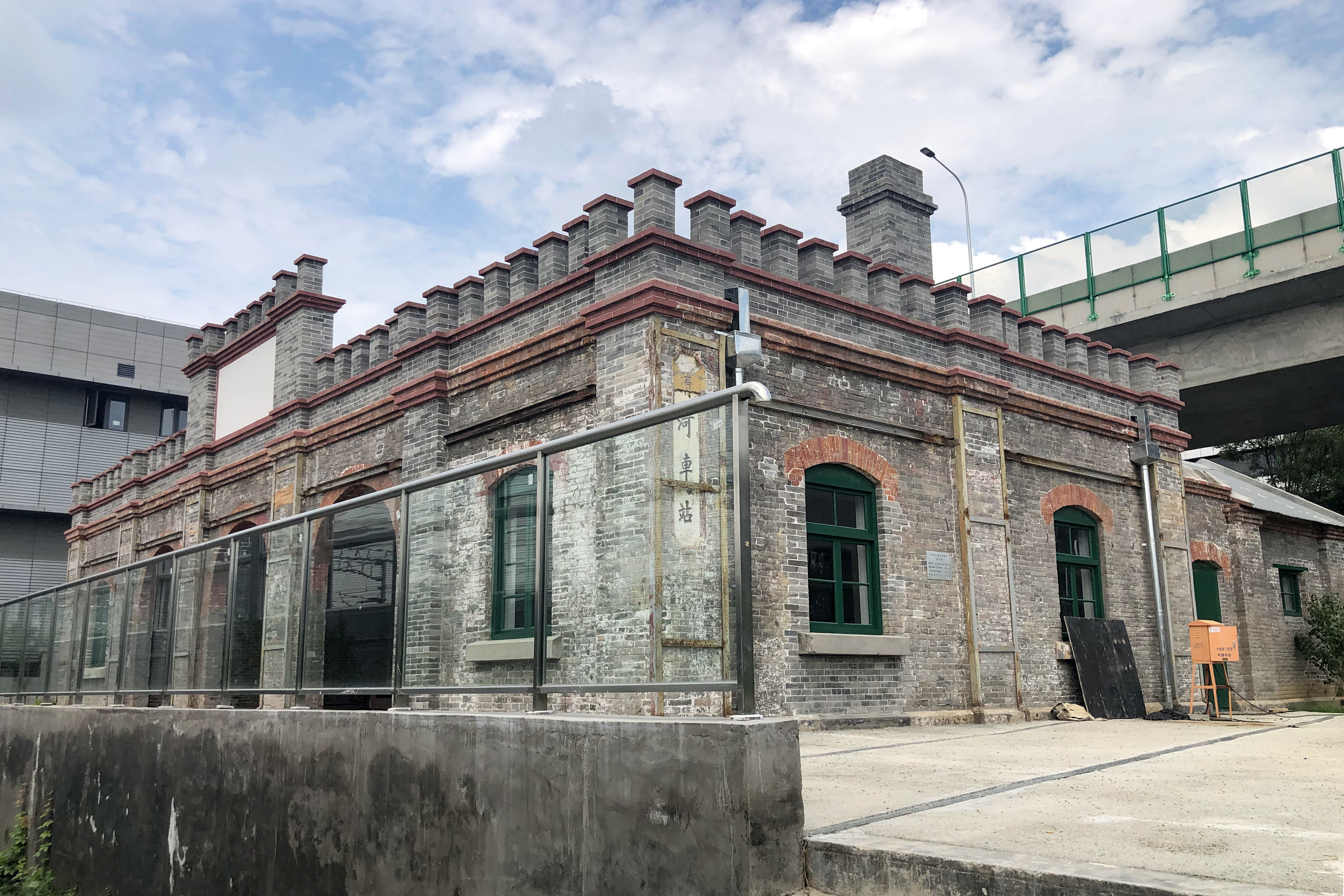
Das Empfangsgebäude des alten Bahnhofs

Der erste Bahnhof wurde ab 1905 zusammen mit der Beijing–Zhangjiakou-Bahn erbaut.
Es war ein einfacher Unterwegsbahnhof am ersten Abschnitt der Strecke, der 27 km weiter nördlich in Nankou im Stadtbezirk Changping endete. Bei der Eröffnung 1906 gab es nur eine einfache Wartehalle. Die Strecke wurde ab 1911 nach Westen zur Peking–Baotou-Bahn erweitert und erreichte 1923 ihren Endpunkt.
Nach der Gründung der Volksrepublik China wurde das Empfangsgebäude ausgebaut. Es diente dem Reiseverkehr, bis der Bahnhof im November 2016 für den Umbau zum Bahnhof für den Halt von Hochgeschwindigkeitszügen geschlossen wurde. Während dieser Zeit verkehrten die Vorortzüge nach den Stadtbezirke Huairou und Miyun ab dem Bahnhof Changping, diejenigen der Linie S2 nach Badaling–Shacheng ab Huangtudian, das auch nach der Eröffnung des neuen Bahnhofs Endpunkt der Linie S2 bleiben sollte. Das Empfangsgebäude des alten Bahnhofs blieb erhalten, musste aber 84,5 m verschoben werden. Es wurde 2017 unter den Kulturgüterschutz des Bezirks Haidian gestellt.
Der Bau des neuen Bahnhofs begann unter der Leitung der China Railway Construction Engineering Group im Juni 2017. Im Oktober begann die Errichtung des Stahlskelettbaus des neuen Empfangsgebäudes, das am 17. Oktober 2018 im Rohbau fertiggestellt war. Der Bahnhof nahm zusammen mit der Eröffnung der Schnellfahrstrecke Peking–Zhangjiakou am 30. Dezember 2019 den Betrieb auf. Die Schnellfahrstrecke wurde zur Erschließung der Wettkampfstätte der Olympischen Winterspiele 2022 genutzt.

## Bauwerk

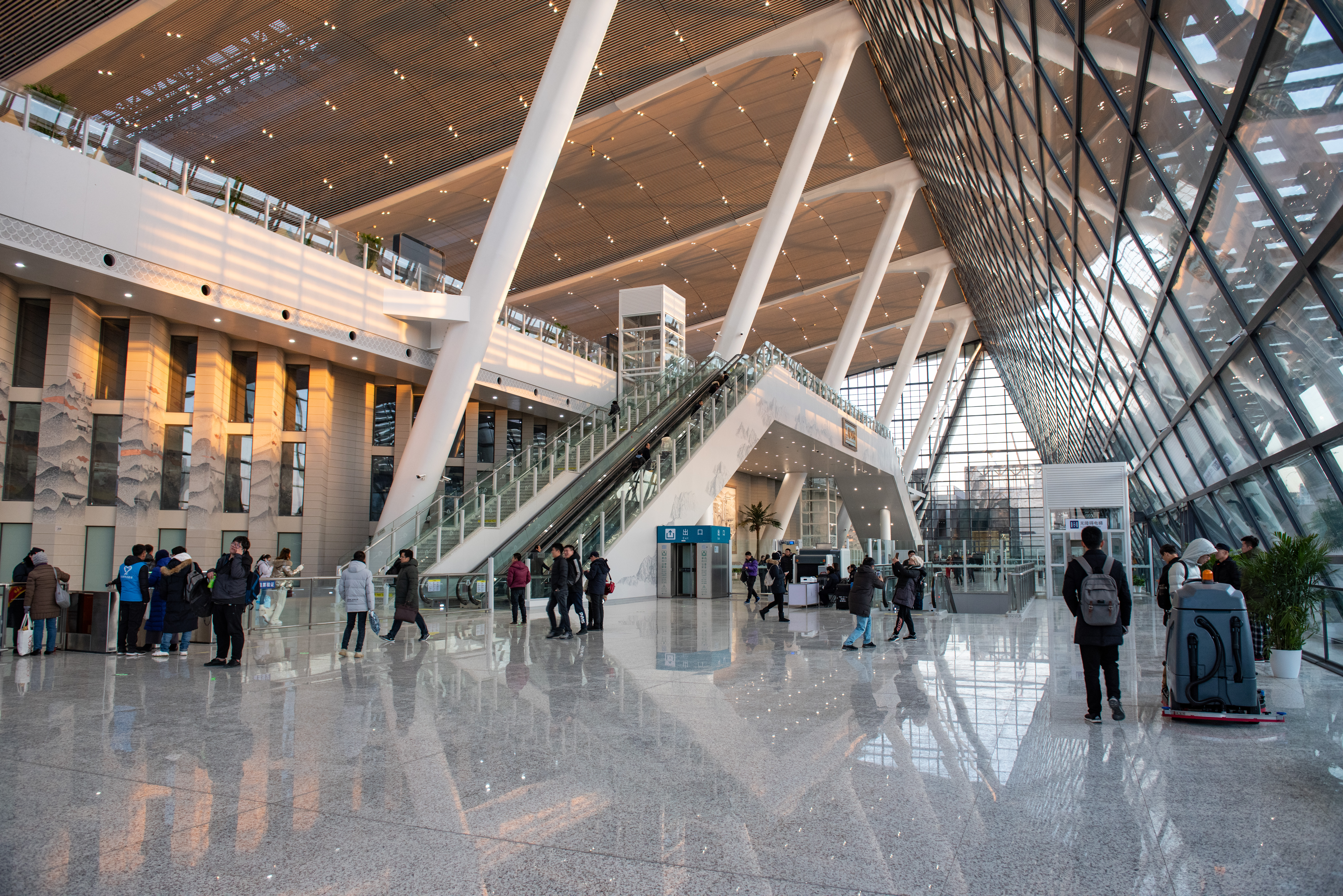
Innenansicht des Eingangsbereichs

Der neue Bahnhof musste in einem bereits dicht bebauten Stadtgebiet Platz finden und sollte spätestens bis zu den Olympischen Winterspielen 2022 eröffnet werden. Die Umsetzung des Projekts wurde von AREP, der multidisziplinären Beratergruppe der SNCF unterstützt. Es wurde eine Fläche von 148.000 m² bebaut. Die Gleise werden von einer 220 m langen und 130 m breiten als Stahlkonstruktion gebaute Halle mit auskragendem Pultdach überspannt, die von einer Kombination aus A-förmigen und Y-förmigen Stützen und geraden Säulen getragen wird.
Unter der Halle befinden sich auf einer Plattform in 10 m Höhe fünf Bahnsteige mit je zwei Bahnsteigkanten. Ein Bahnsteig mit einer Länge von 370 m dient der U-Bahn Linie 13, die anderen Bahnsteige mit einer Länge von 550 m dienen dem Fernverkehr und den Zügen der Linie Huairou–Miyun der Pekinger Vorortbahn. Unterhalb der Plattform mit den Bahnsteigen befindet sich auf Straßenniveau eine Fußgängerebene, welche die Bahnsteige des Fernverkehrs und der U-Bahn erschließt. Über den Bahnsteigen des Fernverkehrs ist eine großzügige offene Wartehalle angeordnet, die Vorfahrten zum Bahnhof schließen auf der Nord- und Südseite an die Halle an. Die U-Bahnstation befindet sich unter der Fußgängerebene. Für die Changping-Linie und die zukünftig bis Qinghe durchgehende U-Bahn-Linie 19 ist je ein Mittelbahnsteig vorgesehen.

## Verkehr
Von Qinghe verkehren Fernzüge in den Norden Chinas. Es können die Städte Zhangjiakou, Datong, Hohhot und Baotou erreicht werden, ebenso Badaling, das bei Touristen bekannt ist als Zugang zum restaurierten Abschnitt der Chinesische Mauer. Im Hochgeschwindigkeitszug dauert die Reise nach Baotou etwas dreieinhalb Stunden, nach Badaling dauert es etwa 20 Minuten.
Die Pekinger Vorortbahn Beijing City Rail (BCR) erschließt mit den in Richtung Nordosten verkehrenden Zügen die Stadtbezirke Huairou und Miyun. Bis im November 2016 verkehrten auch 
Die hauptsächlich oberirdisch verkehrende U-Bahn-Linie 13 verkehrt durch die nördlichen Stadtteile. Sie bildet eine hufeisenförmige Schleife, deren kürzerer Teil parallel zur Fernbahnstrecke zum Nordbahnhof verläuft, der längere endet in Dongzhimen.